# Martine Lefeuvre-Déotte
Pour les articles homonymes, voir Lefeuvre.
Martine Lefeuvre-Déotte est une sociologue française née en 1951

## Biographie
Elle a enseigné les lettres modernes dans le premier cycle avant d'enseigner en IUFM, puis à la maison d'arrêt de Fleury-Mérogis. Docteur en sociologie, elle intègre l'Université en 1997. Sociologue de l’immigration, maître de conférences à l’Université de Caen, chercheur au LASAR (Laboratoire d’analyse socio-anthropologique du risque), ses travaux portent, dès les années 1990, sur les « différends » culturels, ou encore les télescopages de légitimité : affaire du voile, procès d'excision.
Elle est l’auteur de nombreux articles sur les « vaincus » de l’Histoire : prisonniers, étrangers dans les zones d’attente, mouvements de résistance face aux crimes de guerre… Après voir mené une enquête sur la micro-société que représentent les Campeurs universitaires de France (GCU) — qui fonctionnent sur le mode du bénévolat, de la solidarité, de la laïcité et de l'autogestion —, Martine Lefeuvre-Déotte oriente ses recherches vers la sociologie des loisirs et de la consommation.

## Ouvrages
- L'Excision en procès, un différend culturel, Paris, éditions L'Harmattan, 1997
- « La politique des Mères. À propos des “folles” de la place de mai » in L’Époque de la disparition. Politique et esthétique (sous la direction de Alain Brossat et Jean-Louis Déotte), Paris, éditions L'Harmattan, 2000,
- « Le peuple des bidonvilles sur les boulevards » in Le 17 octobre, un crime d’État à Paris (sous la dir. d’Olivier Le Cour Grandmaison), Paris, La Dispute, octobre 2001
- « La Mère, une figure de la division ? » in Femmes, identités plurielles (sous la direction de Joëlle Deniot, Annie Dussuet, Catherine Dutheil, Dominique Loiseau), Paris, éditions L'Harmattan, 2001
- Les Campeurs de la République, 70 ans de vacances utopiques, Paris, Bourin Éditeur, 2006